# Ruthsenmühle

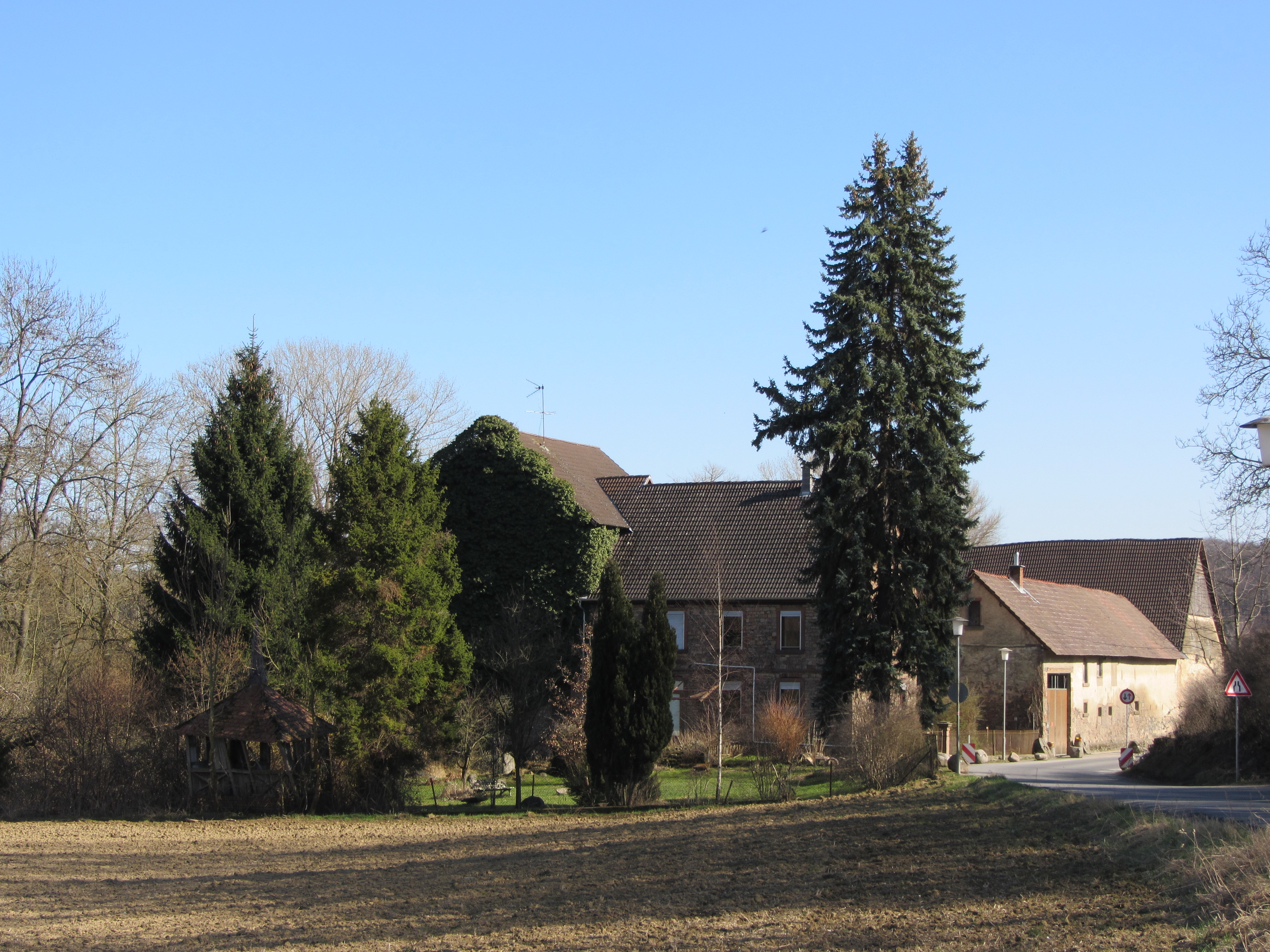
Die Ruthsenmühle in Groß-Bieberau

Die Ruthsenmühle ist ein denkmalgeschütztes Bauwerk in Groß-Bieberau im Landkreis Darmstadt-Dieburg. Sie liegt an der Gersprenz am Ortsausgang von Groß-Bieberau Richtung OHI am Wersauer Weg.

## Geschichte
Die Ruthsenmühle wurde 1841 von Adam Denger erbaut und wurde Dengers-Mühle genannt. Bis zur Baugenehmigung musste er sich mit den bachabwärts liegenden Wiesenbesitzern und mit Mühlenbesitzern aus Wersau einigen und verschiedene Auflagen der Gemeinde Groß-Bieberau erfüllen, u. a. die Setzung eines Eichpfahls für die Stauhöhe. Ab 1842 war die Mühle in Betrieb, der Eichpfahl wurde 1844 gesetzt. Sie wurde 1851 von Fr. Ruths I. gekauft und wird seitdem Ruthsenmühle genannt.
Vom Gemeinderat wurde 1931 beschlossen, an dem ca. 300 m langen Mühlgraben einen Badeplatz einzurichten. Es wurden ca. 20 m des Mühlgrabens betoniert als Badeplatz für Kinder. Dort war das Wasser etwa Brusthoch. Vor dem Stauwehr wurde die Gersprenz breiter und tiefer gebaggert und mit Kies aufgefüllt. Dort war eine Wassertiefe von ca. 1,50 bis 2 m. Es gab dort eine Liegewiese und zwei Umkleidehütten für Männer und Frauen. An Bäumen wurden Sprungbretter (1 m und 3 m) angebracht. Der Badeplatz wurde bis in die 1960er Jahre genutzt, dann wurde aber aus hygienischen Gründen ein Badeverbot verhängt.

## Beschreibung
Die Mühlenanlage ist eine in sich geschlossene vierseitige Hofreite und noch weitgehend unverändert erhalten. Das zweigeschossige Wohnhaus ist von der Straße nach hinten versetzt. An der Straße ist ein Wirtschaftsgebäude mit überbauter Toreinfahrt. Quer zum Wohnhaus ist das hohe, schmale Mühlengebäude, hinter dem der Mühlgraben fließt. Vor dem Wohnhaus ist ein Garten mit einem rechteckigen Gartenpavillon mit Walmdach und Dachreiter.
Die Mühle ist ein Kulturdenkmal aus geschichtlichen Gründen. Zum Kulturdenkmal gehören auch der Garten mit seiner Einfassung und der Gartenpavillon.